# Sevar (odrůda révy vinné)
Sevar (zkratka Se) je středně pozdní, interspecifická moštová odrůda révy (též hybridní odrůda, mezidruhové křížení, PiWi odrůda), určená k výrobě červených vín. Odrůda byla vyšlechtěna v roce 1964 Ing. Václavem Křivánkem a kolektivem šlechtitelů ve Šlechtitelské stanici vinařské v Polešovicích, křížením odrůd Seyve Villard 12-358 x Svatovavřinecké. Zajímavostí je, že do roku 2012 není zapsána v mezinárodním katalogu odrůd VIVC.
Genetický profil odrůdy Sevar : 78,1 % Vitis vinifera, 1,56 % Vitis labrusca, 14,58 % Vitis rupestris, 3,12 % Vitis berlandieri, 2,64 % Vitis lincecumii.
Seyve Villard 12-358 je interspecifická moštová odrůda, jeden z velkého množství kříženců francouzského šlechtitele jménem Bertille Seyve a jeho zetě Victora Villarda. Vyšlechtěn byl v Saint-Vallier u Drôme počátkem 20. století a pochází z křížení dvou odrůd, Seibel 6468 x Seibel 6905 (Subereux), z dílny dalšího známého francouzského šlechtitele-hybridisty, Alberta Seibela, z počátku 19. století. V naší literatuře je mateřská odrůda často označována chybně, většinou jako „Seyve Villard 12/58“.

## Popis
Réva odrůdy Sevar je jednodomá dřevitá pnoucí liána, dorůstající v kultuře až několika metrů. Kmen tloušťky až několik centimetrů je pokryt světlou borkou, která se loupe v pruzích. Úponky révy umožňují této rostlině pnout se po pevných předmětech. Růst je bujný. Včelka je zelená s načervenalými okraji, téměř bez ochlupení. Vrcholek letorostu je žlutozelený, bez ochlupení, okraje apikálních lístků jsou načervenalé. Jednoleté réví je světlé, proužkované s tmavšími tečkami. Olistění je sytě zelené.
Dospělý list je malý až středně velký, kruhovitého tvaru, nečleněný či s pouze naznačenými výkroji, profil čepele je ve tvaru „V“, na rubu je list neochlupený a bez štětin, řapíkový výkroj je úzce otevřený, lyrovitý s ostrým dnem až lancetovitý, někdy překrytý s průsvitem, vzácněji zcela překrytý.
Oboupohlavní pětičetné květy v hroznovitých květenstvích jsou žlutozelené, samosprašné. Plodem je středně velká (14 mm), okrouhlá bobule, barva slupky je červenomodrá až černomodrá, dužnina je slabě zbarvená, polomasitá, chuť je jednoduchá, dužina obsahuje méně kyselin. Hrozen je malý až středně velký (150 g), řidší až středně hustý.

## Původ a rozšíření
Sevar je interspecifická moštová odrůda, která byla vyšlechtěna ve Šlechtitelské stanici vinařské v Polešovicích křížením odrůd Seyve Villard 12-358 F1 x Svatovavřinecké 116/55 F1. Křížení provedli v roce 1964 šlechtitelé Ing. Václav Křivánek, RNDr. Zdeněk Habrovanský a Ing. Alois Tománek. Záměrem bylo vyšlechtit odrůdu se zvýšenou odolností proti houbovým chorobám a mrazu.
Staniční předzkoušky proběhly v letech 1982-1984 v trati zvané „Meteorka“ v Polešovicích, kde byly révové sazenice vysazeny v roce 1974 ve sponu 1,8 m × 1 m. V tříletém zkušebním cyklu byl sledován výnos, který činil v průměru 17,36 t/ha, při cukernatosti 16,63°NM a aciditě 9,03 g/l. Odrůda byla přihlášena k registraci již v roce 1992, na odrůdové zkušebně ÚKZÚP Bratislava, avšak zkoušky nebyly dokončeny z důvodu rozdělení federální republiky.
Do Státní odrůdové knihy České republiky byla odrůda zapsána roku 2008. Udržovatelem odrůdy je Ing. Alois Tománek, Šlechtitelská stanice vinařská Polešovice. Zatím víceméně pokusné výsadby s touto odrůdou jsou ve Slovácké podoblasti, ale začíná se pěstovat i jinde (například Velké Bílovice, vinařství Kachyňa), zkoušejí ji pěstovat i vinaři v Polsku.

## Název
Název odrůdy vznikl každopádně kombinací názvů rodičovských odrůd. Je ale možné, že autora inspirovalo i jméno bulharského chána, vládnoucího zhruba mezi lety 738-754. O panování chána Sevara nejsou k dispozici dostatečné informace, byl posledním panovníkem z rodu Dulo, jeho smrtí tento rod vymřel.

## Pěstování
Výnos hroznů je nízký až střední, cukernatost moštu středně vysoká až vysoká. Odolnost k zimním mrazům je dobrá, na úrovni hodnoty Frankovky (do -23 °C), na jaře odrůda poměrně brzo raší, takže jarní mrazy ji mohou poškodit. Květenství má sklon ke sprchávání při nepříznivém počasí v době květu. Dřevo révy dobře vyzrává, keř drží list hodně dlouho. Sevar zraje několik dnů před odrůdou Modrý Portugal, ale hrozny mohou zůstat na keřích i déle. V případě, že jsou na daném stanovišti hrozny napadány blanokřídlým hmyzem, je nutné sklizeň provést po dosažení technologické zralosti. Odrůdě vyhovují méně vlhké lokality, kde se omezí bujný růst, z tohoto důvodu jsou vhodné podnože méně bujného růstu, podporující plodnost a omezující sprchávání.
Sevar představuje novou kvalitu ve skupině modrých moštových odrůd. Svou odolností proti houbovým chorobám je vhodná pro ekologické postupy, dosahuje vysokou kvalitu vín. Na výstavách získává zlaté medaile a další ocenění včetně šampiónů

### Fenologie
Odrůda raší v první polovině dubna, slupka se začíná vybarvovat již koncem července. Hrozny plně dozrávají ve druhé až třetí dekádě září při sumě aktivních teplot (SAT) 2500 °C.

### Choroby a škůdci
Sevar je odrůdou prakticky zcela odolnou vůči hospodářsky nejvýznamnějšímu houbovému onemocnění révy vinné - padlí révovému (Uncinula necator). Navíc dobře odolává i plísni révové (Plasmopara viticola). Nesnáší chemické postřiky a je plně využitelný pro ekologické vinařství. Po použití chemických přípravků může někdy naopak dojít, hlavně u mladých výsadeb, k poškození listů a bobulí.

## Víno
Díky svému původu je charakter vína podobný odrůdě Neronet nebo ukrajinskému Alibernetu. Sevar ale jinak do kabernetové rodiny nepatří, je to atypická odrůda s atypickými vlastnostmi. Ve víně se projevují vůně a chuť lesních jahod, ostružin, ale i určitá divokost hybridního rodiče. Aby šlo z hroznů Sevaru udělat dobré víno, musí hrozny dozrát nejméně na cukernatost 19° ČNM, ale nejlépe ještě výše.
Víno je výborné kvality, tmavočervené barvy, jemně až silně aromatického typu s jemnou kyselinkou, která chybí u jižních vín. Důležité je, že víno dosahuje konzumní zralosti již v prvním roce a vyhovuje moderním trendům, a to v konzumaci mladých svěžích vín. Typické víno Sevar má zajímavý buket i chuť. Prolínají se vůně květinové a ovocné a ve vínu lze nalézt plody okraje lesa, maliny, ostružiny, jahody, rybíz i borůvky. Při odpovídající technologii je možné dosáhnout tónů přírodně dezertního vína. Sevar se dá zařadit mezi barvířky. Z uvedeného vyplývá, že nová odrůda Sevar může být velkým přínosem ve skupině červených vín.

### Multimédia
- Martin Šimek : Encyklopédie všemožnejch odrůd révy vinné z celýho světa s přihlédnutím k těm, co již ouplně vymizely, 2008-2012